# Hutatoruan I
Hutatoruan I is een bestuurslaag in het regentschap Tapanuli Utara van de provincie Noord-Sumatra, Indonesië. Hutatoruan I telt 1773 inwoners (volkstelling 2010).